# Mrazovac
Mrazovac är ett samhälle i Bosnien och Hercegovina.   Det ligger i entiteten Federationen Bosnien och Hercegovina, i den nordvästra delen av landet, 220 km nordväst om huvudstaden Sarajevo. Mrazovac ligger 288 meter över havet och antalet invånare är 3 835.
Terrängen runt Mrazovac är kuperad åt sydost, men åt nordväst är den platt. Runt Mrazovac är det ganska tätbefolkat, med 93 invånare per kvadratkilometer.. Närmaste större samhälle är Cazin, 14,7 km sydväst om Mrazovac. 
I omgivningarna runt Mrazovac växer i huvudsak lövfällande lövskog.